# 徳島県暴力追放県民センター
公益財団法人徳島県暴力追放県民センター（こうえきざいだんほうじんとくしまけんぼうりょくついほうけんみんセンター）は、暴力団員による不当な行為の防止等に関する法律の第32条に基づき、徳島県公安委員会から暴力追放運動推進センターとして指定を受けた公益財団法人である。

## 概要
- 「暴力のない安全で平穏な徳島県」をテーマに、県・市町村・民間企業等が基金を出して設立した民間組織である。暴力追放運動を推進する法人として徳島県公安委員会から指定を受けている。

## 基礎データ
- 所在地：徳島県板野郡松茂町満穂字満穂開拓1番地1
  - 運転免許センター　１階
- 相談期間：毎週月曜日 - 金曜日、9:00 - 17:00（休日・祝日を除く）
- 民暴弁護士無料相談日：毎月・第2木曜日・第4木曜日、13:30 - 15:00